# Debbi
Debbi, pseudonimo di Deborah Kahl (in ceco Deborah Kahlová; Dortmund, 12 maggio 1993), è una cantante tedesca naturalizzata ceca.

## Biografia
Nata in Germania da padre tedesco e madre ceca, si è trasferita in Repubblica Ceca all'età di 10 anni. Ha una sorella di due anni più grande. Nel 2009 è entrata nel cast della prima edizione del talent show Česko Slovenská SuperStar, ma è stata eliminata nelle semifinali antecedenti alle serate dal vivo. È stata comunque notata dalla Sony Music, con la quale ha firmato un contratto discografico.
A fine 2010 è uscito il singolo di debutto Touch the Sun, enorme successo radiofonico sia in patria, dove è arrivato al 4º posto in classifica, che in Slovacchia, dove si è piazzato alla 21ª posizione. Il brano ha vinto un premio Anděl come migliore canzone del 2010. Il suo album di debutto, anch'esso intitolato Touch the Sun, è uscito l'11 aprile 2011 e ha debuttato alla vetta della classifica degli album più venduti in Repubblica Ceca. Nei mesi successivi è stata impegnata con la sua prima tournée, il Debbi Metaxa Tour. L'album ha prodotto due ulteriori singoli: Možná se mi zdáš (che ha raggiunto il 28º posto in Repubblica Ceca) e La, la (8ª nella classifica ceca e 37ª in quella slovacca).
Nel 2012 è uscito By My Side, singolo di lancio dal secondo album di Debbi, che si è piazzato 30º nella classifica ceca. Un secondo singolo, You Take Me There, è uscito all'inizio del 2013, raggiungendo il 13º posto in classifica e anticipando l'uscita dell'album Love, Logic & Will lo stesso aprile. Il disco ha debuttato al 10º posto nella classifica ceca degli album più venduti. Da esso è stato estratto un terzo singolo, Hey You. Sempre nel 2013 è uscito l'album dal vivo con DVD G2 Acoustic Stage.
Dopo una pausa, nella primavera del 2017 è uscito Pull Me Out, il singolo che ha anticipato il terzo album di Debbi. Il brano ha raggiunto il 43º posto in classifica in Repubblica Ceca. Il disco, intitolato Break, ha avuto meno fortuna dei precedenti, debuttando al 39º posto e rimanendo nella top 100 ceca per 4 sole settimane.
A gennaio 2018 Debbi ha partecipato a Eurovision Song CZ, il processo di selezione ceco per la ricerca del rappresentante nazionale all'Eurovision Song Contest 2018, con il suo nuovo singolo, High on Love. È arrivata 2ª su 6 partecipanti, dietro a Mikolas Josef.

## Discografia

### Album in studio
- 2011 – Touch the Sun
- 2013 – Love, Logic & Will
- 2017 – Break

### Album dal vivo
- 2013 – G2 Acoustic Stage

### Singoli
- 2010 – Touch the Sun
- 2010 – Možná se mi zdáš
- 2011 – La, la
- 2012 – By My Side
- 2013 – You Take Me There
- 2013 – Hey You
- 2016 – Hard to Believe (con Marcel Procházka)
- 2017 – Pull Me Out
- 2018 – High on Love